# La Bazoge-Montpinçon
La Bazoge-Montpinçon település Franciaországban, Mayenne megyében. Lakosainak száma 966 fő (2022. január 1.). La Bazoge-Montpinçon Aron, Belgeard, Mayenne és Moulay községekkel határos.

## Népesség
A település népességének változása:
| Lakosok száma | 163  | 334  | 495  | 753  | 987  | 995  | 1015 | 1047 | 1020 | 966  |
|               | 1968 | 1982 | 1990 | 2006 | 2013 | 2015 | 2017 | 2019 | 2020 | 2022 |